# Enrique Gómez Carrillo

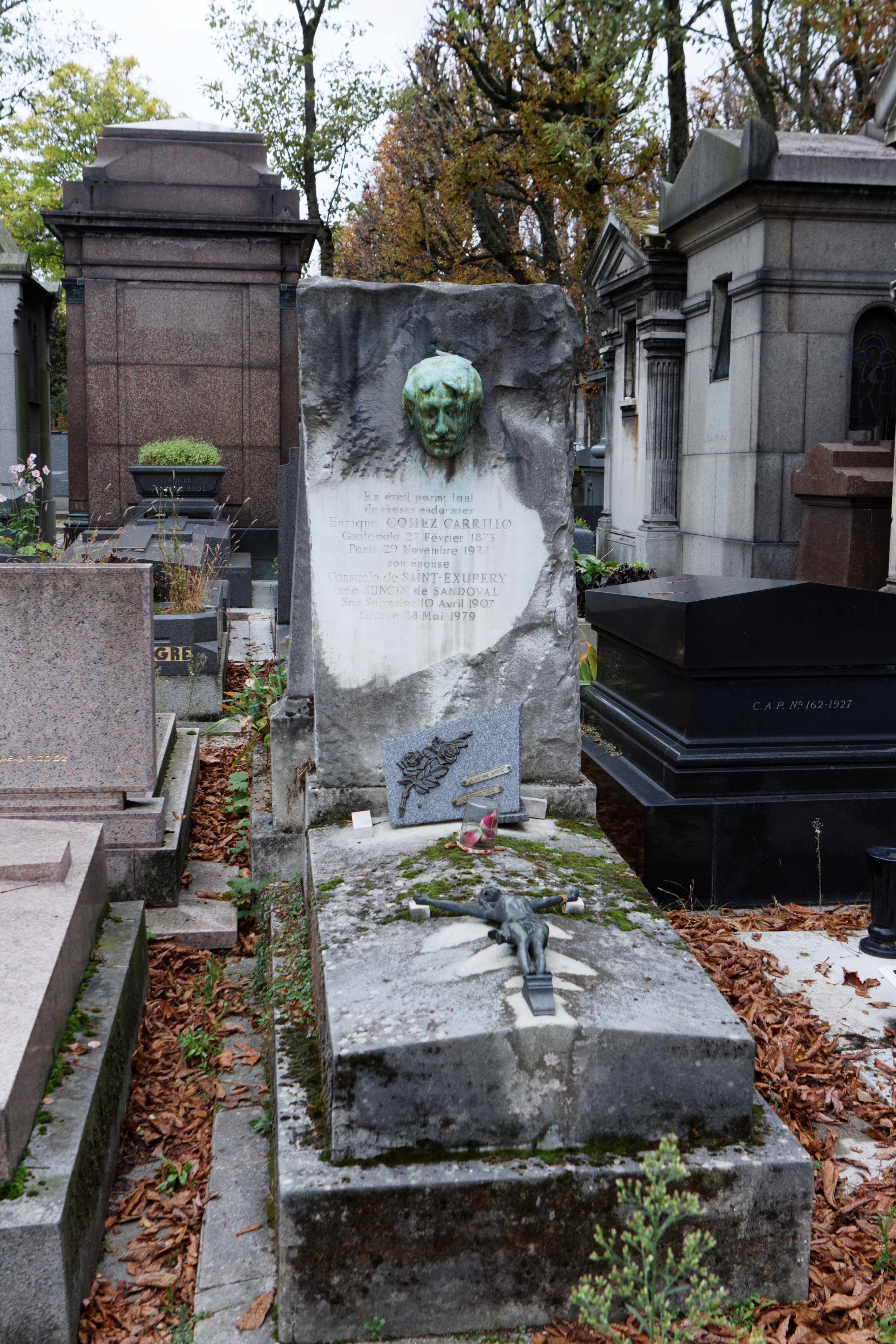
Grób pisarza na paryskim cmentarzu Père-Lachaise (dywizja 89)

Enrique Gómez Carrillo, właściwie Enrique Gómez Tible (ur. 27 lutego 1873 w Gwatemali, zm. 29 listopada 1927 w Paryżu) – gwatemalski powieściopisarz, krytyk literacki, publicysta, dziennikarz i dyplomata. Autor ponad 80 powieści, z których większość oparta jest na kronikach prowadzonych przez wiele lat działalności dyplomatycznej. Zwany „Księciem Kroniki”, uważa się, że to Carillo wprowadził do tego gatunku elementy modernistyczne jako pierwszy gwatemalski autor.
Jedną z jego kochanek była znana szpieg Mata Hari, której poświęcił powieść El misterio de la vida y muerte de Mata Hari (z hiszp. „tajemnica życia i śmierci Maty Hari”).
Zmarł w Paryżu, pochowany został na cmentarzu Père-Lachaise.